# NGC 6893
NGC 6893 este o galaxie lenticulară situată în constelația Telescopul. A fost descoperită în 7 iulie 1834 de către John Herschel. Se află la o distanță de 44,63 de megaparseci de Pământ.